# Dash Dudley
Dash Dudley (* 1986 in Lansing, Michigan) ist ein professioneller US-amerikanischer Pokerspieler. Er ist dreifacher Braceletgewinner der World Series of Poker.

## Pokerkarriere

### Werdegang
Dudley nimmt seit 2007 an renommierten Live-Turnieren teil.
Der Amerikaner gewann Mitte August 2009 das Main Event der Heartland Poker Tour in Mount Pleasant und sicherte sich eine Siegprämie von rund 115.000 US-Dollar. Im Jahr 2010 war er erstmals bei der World Series of Poker (WSOP) im Rio All-Suite Hotel and Casino am Las Vegas Strip erfolgreich und kam bei vier Turnieren der Variante Texas Hold’em in die Geldränge. Dabei erreichte er einen Finaltisch, den er als Achter für knapp 70.000 US-Dollar beendete, und belegte im Main Event den mit mehr als 40.000 US-Dollar dotierten 252. Platz. Anfang April 2011 wurde Dudley beim Main Event der Heartland Poker Tour in Gary Zweiter und erhielt knapp 50.000 US-Dollar. Bei der WSOP 2014 saß er bei einem Turbo-Turnier am Finaltisch und beendete das Event auf dem achten Platz. Ende Juni 2019 gewann der Amerikaner bei der WSOP 2019 die Weltmeisterschaft in Pot Limit Omaha und sicherte sich eine Siegprämie von über einer Million US-Dollar sowie ein Bracelet. Mitte Oktober 2019 setzte er sich in derselben Variante bei einem Turnier der im King’s Resort in Rozvadov ausgespielten World Series of Poker Europe durch und erhielt sein zweites Bracelet und den Hauptpreis von über 50.000 Euro. Bei der WSOP 2022, die erstmals im Bally’s Las Vegas und Paris Las Vegas ausgespielt wurde, belegte Dudley beim 50.000 US-Dollar teuren Pot-Limit Omaha High Roller den mit über 860.000 US-Dollar dotierten zweiten Platz. Rund zwei Wochen später entschied er das Super Bounty der Turnierserie für sich und erhielt rund 300.000 US-Dollar sowie sein drittes Bracelet.
Insgesamt hat sich Dudley mit Poker bei Live-Turnieren knapp 3,5 Millionen US-Dollar erspielt.

### Braceletübersicht
Dudley kam bei der WSOP 51-mal ins Geld und gewann drei Bracelets:
| Jahr   | Buy-in   | Turnier                                         | Teilnehmer | Preisgeld   |
| ------ | -------- | ----------------------------------------------- | ---------- | ----------- |
| 2019 E | 10.000 $ | Pot-Limit Omaha 8-Handed                        | 0518       | 1.086.967 $ |
| 2019 E | 00.550 € | Pot-Limit Omaha (8-Handed)                      | 0476       | 0.051.600 € |
| 2022 E | 01.500 $ | Super Turbo Bounty No-Limit Hold’em (freezeout) | 2569       | 0.301.396 $ |